# 挪威 (緬因州)
挪威（英語：Norway）是一個位於美國緬因州牛津縣的鎮。

## 人口
根據2020年美國人口普查的數據，挪威的面積為122.58平方千米，當中陸地面積為116.53平方千米，而水域面積為5.93平方千米。當地共有人口5077人，而人口密度為每平方千米41人。